# Вуйтоство (Великопольське воєводство)
Вуйтоство (пол. Wójtostwo, нім. Ludwigsruh) — село в Польщі, у гміні Победзиська Познанського повіту Великопольського воєводства.
Населення — 136 осіб (2011).
У 1975-1998 роках село належало до Познанського воєводства.

## Демографія
Демографічна структура станом на 31 березня 2011 року:
|          | Загалом | Допрацездатний вік | Працездатний вік | Постпрацездатний вік |
| -------- | ------- | ------------------ | ---------------- | -------------------- |
| Чоловіки | 67      | 18                 | 47               | 2                    |
| Жінки    | 69      | 16                 | 44               | 9                    |
| Разом    | 136     | 34                 | 91               | 11                   |